# Jaroslav Hamáček

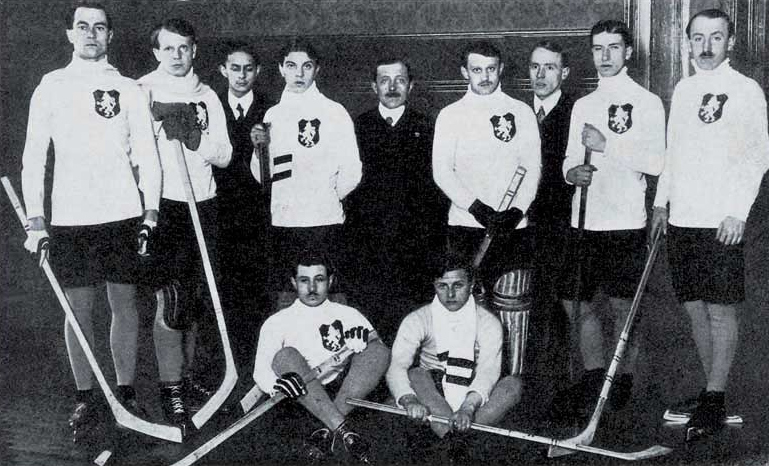
České hokejové mužstvo - mistr Evropy 1911

Jaroslav Hamáček (12. srpna 1888 Praha – 29. listopadu 1953 Praha) byl český všestranný sportovec, který se věnoval především lednímu hokeji, v němž získal tři tituly mistra Evropy (v roce 1911 jako brankář, 1922 jako obránce a 1925 jako útočník).
Hamáček hrál hokej za Slavii Praha. Zároveň hrál také tenis, lyžoval, provozoval rychlobruslení a atletiku (běhal sprinty). Jako brankář odjel s hokejovým mužstvem Čech na mistrovství Evropy v ledním hokeji 1911. Pro chybějící led mu předtím stejně jako celému mužstvu byla hlavním místem přípravy namydlená prkenná podlaha šatny, na níž získal velkou obratnost, která se mu vyplatila. Na turnaji obdržel jedinou branku ve třech zápasech a byl jedním z hlavních strůjců celkového prvenství. Chytal sice již s jakýmisi chránítky na nohách, ale neměl ještě rozšířenou brankářskou hůl. Roku 1913 Jaroslav Hamáček, který v předcházející sezoně přišel jednou ranou o sedm zubů řekl, že už nechce o chytání v brance ani slyšet.
Po první světové válce Hamáček odehrál další čtyři turnaje mistrovství Evropy za mužstvo Československa a nastupoval i v obraně nebo v útoku.